# Хронув (Мазовецьке воєводство)
Хронув (пол. Chronów) — село в Польщі, у гміні Оронсько Шидловецького повіту Мазовецького воєводства.
Населення — 152 особи (2011).
У 1975-1998 роках село належало до Радомського воєводства.

## Демографія
Демографічна структура станом на 31 березня 2011 року:
|          | Загалом | Допрацездатний вік | Працездатний вік | Постпрацездатний вік |
| -------- | ------- | ------------------ | ---------------- | -------------------- |
| Чоловіки | 67      | 19                 | 40               | 8                    |
| Жінки    | 85      | 22                 | 35               | 28                   |
| Разом    | 152     | 41                 | 75               | 36                   |